# Campo di sterminio di Treblinka
(Chil Rajchman, nella prefazione di Annette Wieviorka a Treblinka 1942-1943 – Io sono l'ultimo ebreo)

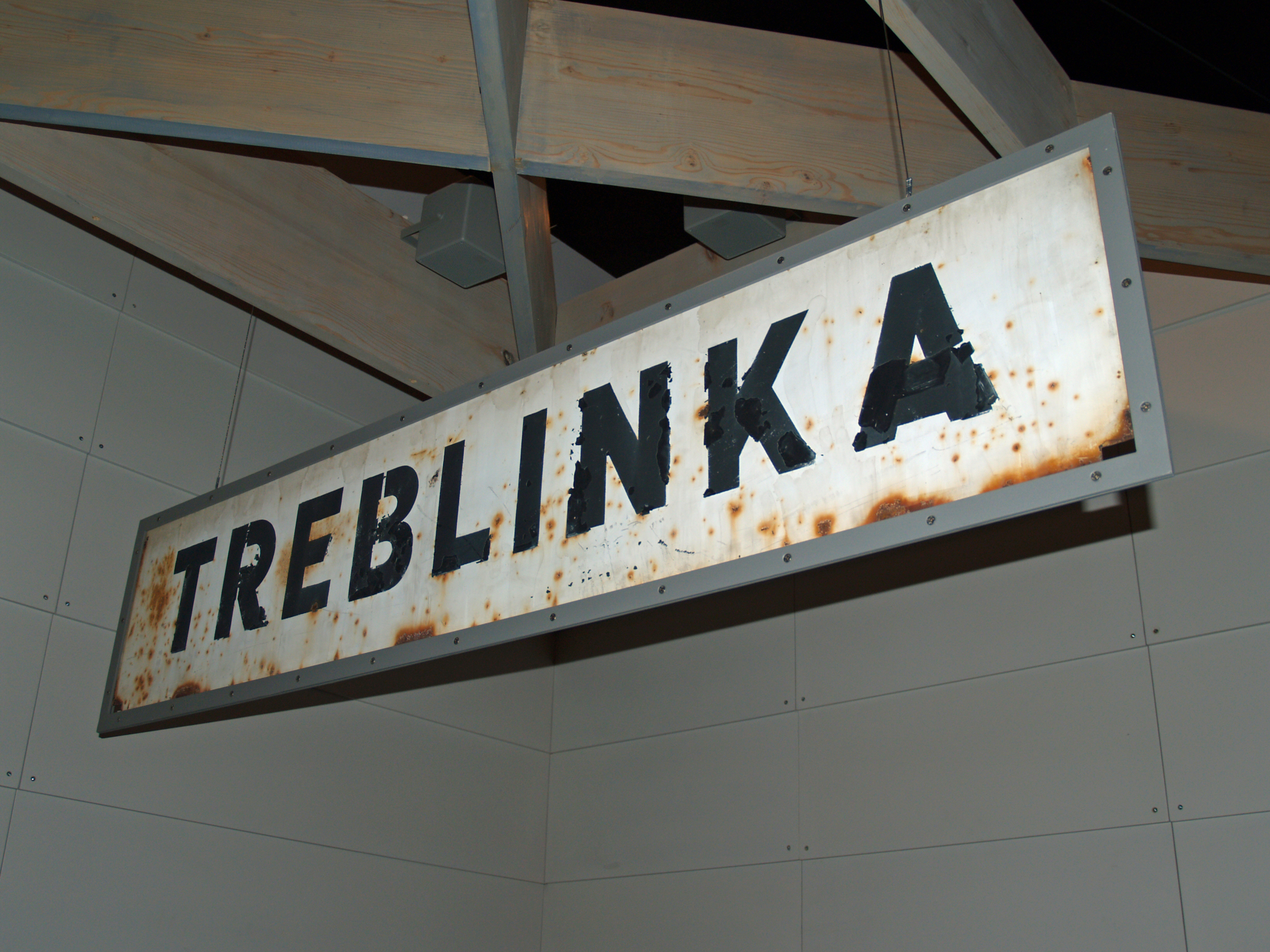
Il cartello della stazione della frazione di Treblinka è esposto presso il Museo Storico Yad Vashem di Gerusalemme.

Il campo di sterminio di Treblinka (insieme a Chełmno, Bełżec, Sobibór e Auschwitz-Birkenau) fu uno dei principali luoghi di sterminio del regime nazista durante l'Olocausto. I due campi di Treblinka si trovavano nel territorio del Comune di Kosów Lacki.  Dopo Bełżec e Sobibór,  fu l'ultimo dei tre campi di sterminio istituiti nel 1942 nella Polonia orientale occupata ad entrare in funzione, nel luglio di quell'anno, per attuare l'Operazione Reinhard (in tedesco Aktion Reinhardt), nome in codice con cui i nazisti designarono il progetto di sterminio degli ebrei in Polonia. Il campo di Treblinka è tristemente noto, nei racconti dei pochi sopravvissuti, per il massacro perpetrato con indicibile ferocia sulle vittime.
Secondo alcune stime, in soli sedici mesi vi furono uccise tra le 700 000 e le 900 000 persone internate, numero secondo solo a quello delle vittime di Auschwitz II (Birkenau).

## Contesto storico
Il primo campo di sterminio nazista fu Chełmno, attivo dal 1941, seguito da Bełżec, Sobibór e infine Treblinka, la cui costruzione, iniziata tra la fine di maggio e l'inizio di giugno del 1942, fu completata e divenne operativa il 22 luglio 1942. Situato a sessanta chilometri da Varsavia, in una zona scarsamente popolata, nascosta da una fitta vegetazione boschiva e di alte piante di pino, il campo fu costruito da imprese tedesche nei pressi di un preesistente campo penale istituito nel 1941.
Questi campi furono creati per eliminare gli Ebrei e appropriarsi dei loro beni, provenienti dalla Galizia, dai ghetti e dai territori del Governatorato Generale nell'Europa orientale. Lo sterminio era funzionale alla pulizia etnica (o "arianizzazione") necessaria in vista dell'insediamento della popolazione tedesca nei territori destinati alla colonizzazione dopo la guerra.
Nel progetto hitleriano del grande Tausendjähriges Reich (Reich Millenario), i nazisti avrebbero proseguito, anche dopo la guerra, lo sterminio e la riduzione in schiavitù degli Ebrei sopravvissuti e di circa 50 milioni di Slavi, secondo le direttive del Generalplan Ost (Piano generale per l'Est) del 1940. Tale piano prevedeva che il sistema genocidario ideato e applicato nei campi di sterminio polacchi, come Treblinka, sarebbe stato esteso su scala ancora più vasta, fino agli Urali, considerati il nuovo confine dell'espansione tedesca.
Come già detto, il campo di Treblinka fu costruito nell'ambito dell'Operazione Reinhard, ideata dal fanatico gerarca nazista Reinhard Heydrich, allora governatore del Protettorato di Boemia e Moravia, per attuare la "soluzione finale della questione ebraica", decisa da Hitler all'inizio del 1942. Il progetto prevedeva il genocidio sistematico degli Ebrei, già avviato dalle unità mobili di sterminio Einsatzgruppen, che fino ad allora avevano ucciso circa un milione di persone – tra Ebrei, Rom e commissari politici sovietici – mediante esecuzioni dirette nei territori occupati.
L'istituzione dei campi di sterminio rispondeva all'esigenza di superare le criticità emerse con le esecuzioni mobili: l'atrocità psicologica per gli esecutori, la difficoltà di mantenere il segreto e il numero insufficiente di vittime rispetto agli obiettivi fissati. La soluzione adottata con i lager permetteva di realizzare un omicidio di massa "su scala industriale", in luoghi isolati e sorvegliati, al riparo da sguardi esterni. I vertici nazisti erano infatti convinti che le future generazioni tedesche non avrebbero compreso il genocidio, e ne sarebbero state sconvolte; per questo tutto doveva rimanere segreto.
In realtà, gli stessi capi del nazismo temevano le reazioni della comunità internazionale e le possibili accuse che avrebbero potuto colpirli una volta che la verità sui campi fosse emersa. Come poi avvenne, furono bollati come criminali storici e processati per i crimini perpetrati.
Nel novembre del 1941, nei pressi di una grande cava di ghiaia, era già stato costruito il campo di lavoro di Treblinka (Arbeitslager Treblinka), in seguito noto come Treblinka I. Questo campo, molto meno noto rispetto al suo tragico omonimo, sorgeva circa 2 km a sud del sito dove sarebbe stato edificato il futuro campo di sterminio. I prigionieri – in maggioranza politici polacchi e alcuni Ebrei – venivano impiegati nei lavori di scavo e trasporto del materiale estratto dalla cava. Treblinka I fu liberato nell'agosto del 1944 dalle truppe sovietiche. Si stima che circa 20 000 persone vi transitarono (la popolazione oscillava tra i 1 000 e i 2 000 prigionieri) e che almeno la metà morì a causa delle durissime condizioni di vita.
Il vero e proprio campo di sterminio di Treblinka fu operativo dal 22 luglio 1942 al 19 ottobre 1943. Anch'esso, come il campo di lavoro, prese il nome dal vicino villaggio, oggi situato nel comune di Małkinia Górna, a 80 km a nord-est di Varsavia, nel voivodato della Masovia. Il lager era diviso in due sezioni, Campo 1 e Campo 2, e fu chiamato Treblinka II per distinguerlo dal campo di lavoro Treblinka I.

## Storia del campo
Prima dell'Operazione Reinhard, più di un milione di ebrei erano stati uccisi dalle Einsatzgruppen, unità mobili delle SS incaricate di sterminare gli ebrei nei territori conquistati dall'esercito tedesco. Ben presto, però, risultò evidente che tali squadre non erano in grado di occuparsi dell'enorme numero di ebrei concentrati nei ghetti delle città polacche. Paradossalmente, le autorità naziste si dichiaravano preoccupate dell'imbarbarimento e del logorìo psicologico degli uomini delle Einsatzgruppen, «costretti» a uccidere direttamente le vittime in ogni modo possibile, fosse esso con un colpo alla nuca, con mitragliatrici o persino appiccando il fuoco ad edifici pieni di persone.
Fu così che Treblinka, insieme agli altri campi dell'Operazione Reinhard, venne realizzato appositamente per la rapida eliminazione degli ebrei deportati dai ghetti. Il campo fu operativo per lo sterminio dal 22 luglio 1942, quando giunsero i primi convogli di prigionieri. Secondo un rapporto del comandante delle SS Jürgen Stroop, circa 310 000 ebrei furono trasportati in carri merci dal ghetto di Varsavia a Treblinka tra il 22 luglio 1942 e il 3 ottobre 1942. In media, fino a 20 000 vittime arrivavano ogni giorno a Treblinka e venivano subito avviate al "trattamento speciale", ovvero allo sterminio; i giorni in cui ne giungevano "solo" 6-7 000 erano considerati "giorni di magra".
Il campo fu costruito a 80 km a nord-est della capitale polacca, vicino a Małkinia-Górna, un nodo ferroviario sulla linea Varsavia-Białystok, a circa 4 km a nord-ovest del villaggio di Treblinka e della sua stazione ferroviaria, alla quale il 15 giugno 1942 fu collegato mediante un binario di raccordo. La zona, fittamente boscosa, era nascosta alla vista ma ben connessa alla rete ferroviaria di buona parte dell'Europa.
I lavori di costruzione iniziarono tra la fine di maggio e l'inizio di giugno 1942. Gli appaltatori erano le imprese edili tedesche Schönbronn (Lipsia) e Schmidt-Münstermann. Il filo spinato fu fornito dalla Deutsche Seil- und Drahtfabrik. Per la realizzazione del campo furono impiegati ebrei di Varsavia e delle città vicine, nonché prigionieri del campo di lavoro Treblinka I. Responsabile della costruzione fu l'SS-Hauptsturmführer Richard Thomalla, esperto di costruzioni dell'Aktion Reinhard.
Il primo comandante del campo fu l'austriaco SS-Obersturmführer Irmfried Eberl, già attivo a Bernburg, uno dei sei famigerati centri di eutanasia del programma Aktion T4. Nell'agosto del 1942, Eberl fu rimosso dal suo incarico dal supervisore dei campi, Odilo Globocnik, dopo una visita a Treblinka con Christian Wirth: erano stati informati della disorganizzazione e del caos nella gestione dello sterminio. Eberl fu sostituito da Franz Stangl, SS-Obersturmführer ed ex comandante del campo di Sobibor. Wirth si stabilì temporaneamente a Treblinka per ristabilire l'ordine, portando con sé vari ufficiali esperti delle SS già operativi a Bełżec, tra cui Kurt Franz e il famigerato Hackenholt.
Nel dicembre del 1942, Stangl fece costruire una falsa stazione ferroviaria a Treblinka: vi erano un orologio dipinto, fermo alle ore 6:00, una finta biglietteria, tabelloni con orari ferroviari e vistose indicazioni per treni "per Varsavia", "per Wołkowice" e "per Białystok". Per rassicurare le vittime all'arrivo, dagli altoparlanti veniva trasmessa musica gradevole, mentre la voce del comandante invitava alla collaborazione, affermando che si trattava di un campo di transito dove sarebbero stati sottoposti a disinfezione e docce, rifocillati con una zuppa calda e poi destinati a comodi campi di lavoro. Le donne venivano rasate "per motivi igienici".
Tra settembre e inizio ottobre del 1942 furono costruite altre dieci camere a gas, più grandi delle precedenti e anch'esse dotate di doppie porte: una per l'ingresso delle vittime e l'altra per lo sgombero dei cadaveri. In totale, il campo contava tredici camere a gas. Per ottenere materiali da costruzione, fu demolita la ciminiera dell'ex vetreria di Małkinia: i mattoni recuperati furono riutilizzati dal costruttore Erwin Lambert con grande economia.
Nonostante l'isolamento e le condizioni disumane, i prigionieri vennero a conoscenza della rivolta del ghetto di Varsavia e vollero tentare un'azione simile. Il 2 agosto 1943, le squadre di lavoro si ribellarono, si impadronirono di alcune armi, cosparsero di cherosene gli edifici e appiccarono incendi. La storica Annette Wieviorka scrive: « [...] causò molte vittime ma consentì a qualche centinaio di internati di evadere. Di questi ultimi, molti furono uccisi, la maggior parte fu catturata dopo una gigantesca battuta; qualche decina era ancora in vita dopo la guerra». Il campo fu gravemente danneggiato dagli incendi e, poiché la quasi totalità degli ebrei polacchi era già stata eliminata, cessò le attività. Poco dopo fu smantellato: gli ultimi prigionieri vennero fucilati, e sul terreno furono installate attività agricole per occultare le prove del genocidio.
Nello stesso periodo si verificò una rivolta anche a Sobibór. Dopo l'8 settembre 1943, giunsero a Treblinka alcuni superstiti del massacro di Cefalonia e altri prigionieri di guerra italiani, che furono uccisi immediatamente al loro arrivo. Un gruppo di sessanta detenuti, insieme ad alcuni ebrei superstiti, fu impiegato nello smantellamento del campo e poi sterminato nell'ultima camera a gas ancora funzionante. Tra i fuggiaschi da Treblinka vi furono anche le sorelle del pianista Władysław Szpilman, Regina e Halina. Halina fu uccisa da fuoco amico durante la rivolta; Regina, giunta a Varsavia, morì sotto i bombardamenti. È sepolta tuttora nel cimitero di Varsavia.
Odilo Globočnik scrisse a Heinrich Himmler: «Il 19 ottobre 1943 è stata completata l'Operazione Reinhard e tutti i campi sono stati liquidati». Quando i sovietici arrivarono sul posto, il contadino addetto alla gestione della fattoria negò che l'area fosse mai stata usata diversamente, ma gli scavi portarono alla luce un'immensa fossa comune.

## Il campo

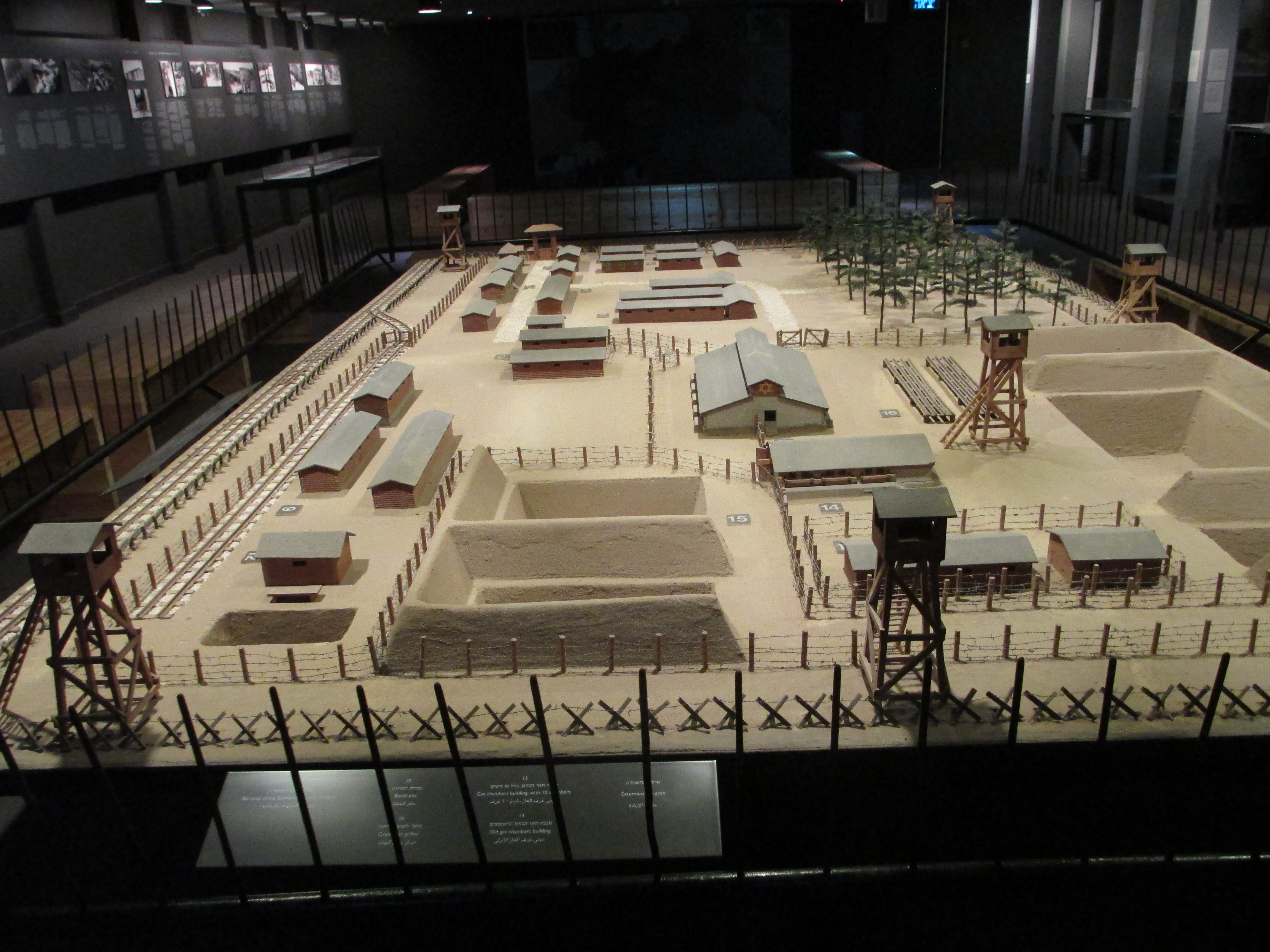
Modello del Campo di sterminio di Treblinka in una foto di Pikiwiki - Israel

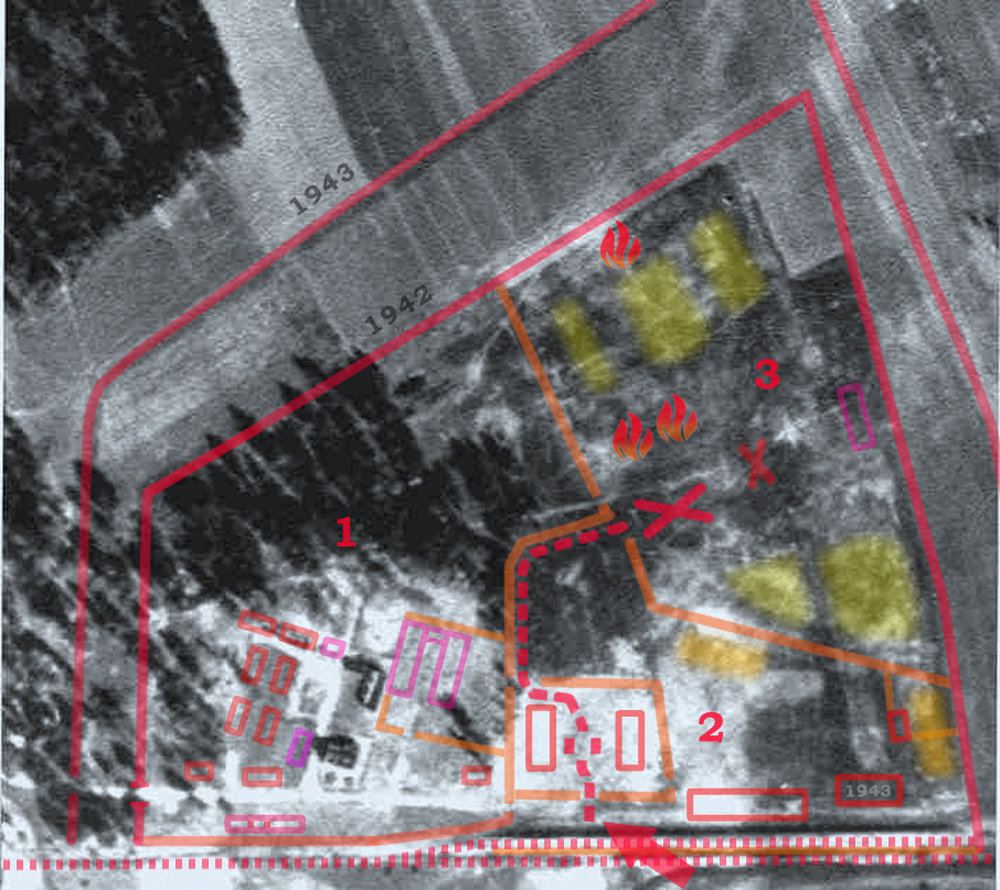
Una foto aerea datata 1944 di Treblinka II dopo la "ripulitura". La nuova fattoria e la stalla sorte sullo stesso sono visibili a sinistra in basso. Alla fotografia sono sovrapposte le sagome delle strutture già smantellate all'epoca (evidenziate in rosso/arancione). A sinistra ci sono le caserme delle SS e delle guardie ucraine (1) definite dalle passerelle circostanti. Nella parte inferiore (2) sono i binari ferroviari e la rampa di scarico detenuti (centro), evidenziata con una freccia rossa. La "via al cielo" è contrassegnata da una linea tratteggiata. Le baracche per la svestizione dei prigionieri uomini e donne, circondate da una solida recinzione con nessuna visuale all'esterno, sono contrassegnate da due rettangoli. Il luogo delle nuove, grandi camere a gas (3) è evidenziato con delle X. Le fosse comuni, scavate con una ruspa, sono le zone in giallo chiaro.

Il campo di Treblinka aveva una forma trapezoidale irregolare. Edificato in una zona isolata, era diviso in due sezioni: il Campo 1 e il Campo 2.
Il Campo 1 era a sua volta suddiviso in due parti. La prima costituiva la sezione amministrativa, dove si trovavano le caserme delle SS e delle guardie ucraine, la sede del comando, un panificio, alcuni magazzini e le baracche dei prigionieri impiegati nel funzionamento del campo. L'altra parte comprendeva un binario di raccordo ferroviario e una piattaforma per lo scarico dei deportati, oltre a un ampio spazio destinato all'ammasso dei bagagli sottratti ai nuovi arrivati. Due edifici sorgevano nei pressi dei binari: uno era mascherato da stazione ferroviaria per ingannare i prigionieri circa la vera natura del campo; l'altro fungeva da magazzino per gli effetti personali. A circa 100 metri dai binari si trovavano altri depositi: uno per i vestiti, uno per oggetti di valore, e una baracca in cui le donne venivano rasate, con i capelli poi destinati a usi industriali.
Era presente anche una falsa infermeria, contrassegnata con la bandiera della Croce Rossa. Qui venivano condotti i malati, gli anziani, i feriti, i corpi dei deceduti durante il trasporto, e coloro che davano in escandescenze o cercavano di avvertire gli altri prigionieri. Si trattava di una piccola baracca bianca, dove operavano due criminali travestiti da medici, con camice bianco e fascia della Croce Rossa al braccio. Le vittime, una volta spogliate, venivano fatte sedere sull'orlo di una fossa e uccise con un colpo alla nuca, poi spinte nella buca, che veniva incendiata quando colma.
A una certa distanza si trovavano gli uffici del campo, le baracche dei lavoratori ebrei, le officine, le stalle, le porcilaie, un magazzino di generi alimentari, un deposito di armi e persino uno zoo, completo di panchine per bere birra, dove le circa 20 guardie SS e i 120 sorveglianti ucraini potevano passeggiare durante le ore di riposo.
Il Campo 2, il "campo della morte", era situato su una piccola altura. Vi erano una baracca per i lavoratori prigionieri (30 × 10 metri), una lavanderia, un laboratorio, alloggi per 17 donne, una postazione di guardia e un pozzo. Qui si trovavano anche le 13 camere a gas.
Tutti gli edifici erano circondati da un doppio recinto di filo spinato, alto circa 3 metri, non elettrificato, con una fossa intermedia profonda 3 metri. Lo spazio tra i recinti era riempito da volute di filo d'acciaio, rendendo impossibile qualsiasi fuga. Lungo tutto il perimetro pattugliavano i sorveglianti ucraini. L'intero campo era ulteriormente protetto da una recinzione esterna alta 4 metri, occultata da una siepe di arbusti.
All'interno del perimetro vi erano quattro torri di guardia alte quattro piani e altre sei torri alte un piano.
I prigionieri venivano trasferiti dalla zona di arrivo alla zona di sterminio attraverso il cosiddetto "Tubo", un corridoio lungo 80-90 m e largo circa 4, racchiuso da una recinzione di filo spinato alta 2 metri, camuffata con rami per impedirne la visione esterna. Esisteva un kommando incaricato del regolare rinnovo della vegetazione. I tedeschi lo chiamavano ironicamente Himmelfahrtstraße ("strada per il cielo"). Il Tubo collegava gli spogliatoi del Campo 1 al Campo 2, direttamente all'ingresso delle camere a gas.
Inizialmente le camere a gas erano tre, ma ne furono aggiunte altre dieci. Accanto a esse si trovava una centrale elettrica che alimentava l'intero campo. essa era dotata di un motore recuperato da un carro armato sovietico, che azionava un generatore collegato alle camere a gas mediante condotti: i gas di scarico venivano così pompati all'interno. In ogni camera, di circa 25 metri quadrati, venivano stipate fino a 450-500 persone. Le camere erano dotate di porte doppie: una per l'ingresso delle vittime, l'altra per l'uscita dei cadaveri, che cadevano all'esterno una volta aperta. I corpi venivano ispezionati per l'estrazione dell'oro dentale e di eventuali oggetti nascosti, poi trasportati con piccoli vagoncini lungo binari verso le fosse comuni, distanti circa 150 metri. Escavatori di grandi dimensioni erano impiegati per scavare continuamente nuove fosse. In un secondo momento, i corpi furono invece cremati su grandi graticole costruite con binari ferroviari.
Sulla facciata dell'edificio delle camere a gas le SS avevano appeso una grande stella di David. L'ingresso era adornato con un pesante tendaggio sottratto a una sinagoga, e sovrastato dalla scritta: «Questa è la porta dove entrano i giusti». Per tranquillizzare le vittime e le famiglie, venivano anche distribuite cartoline da spedire ai parenti, allo scopo di dissimulare la realtà dello sterminio.
Dietro le camere a gas, nascoste alla vista, si trovavano le grandi graticole di binari ferroviari utilizzate per bruciare i cadaveri. Le cremazioni su vasta scala iniziarono dopo la visita di Himmler nell'aprile 1943. In precedenza, i corpi erano semplicemente sepolti nelle fosse aperte dagli escavatori provenienti da Treblinka I.

## L'inferno di Treblinka
(Vasilij Grossman, L'inferno di Treblinka)

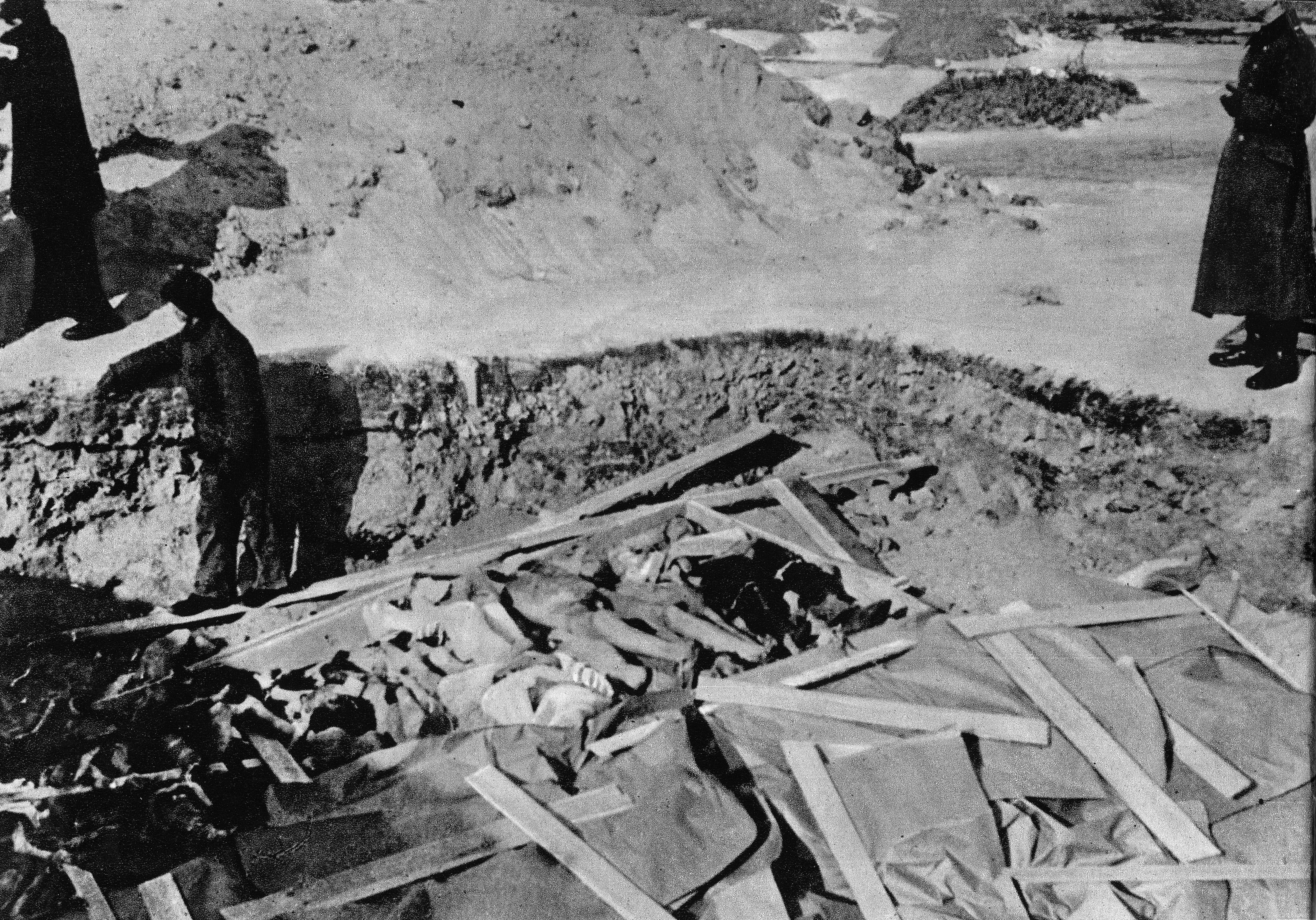
Una fossa comune in una fotografia nazista, Treblinka 1943

A Treblinka non vi era la consueta selezione tra abili e inabili al lavoro all'arrivo dei treni: la direzione era sempre e solo la morte. A eccezione dei pochi prigionieri-schiavi lasciati in vita per far funzionare il lager, chi metteva piede a Treblinka veniva ucciso immediatamente. Inizialmente non vi erano forni crematori, e nei primi otto mesi i cadaveri venivano gettati in enormi fosse comuni. Solo in un secondo momento si passò alla cremazione, effettuata su gigantesche graticole costruite con binari ferroviari.
Si stima che nel solo campo di sterminio di Treblinka furono uccise tra le 700 000 e le 900 000 persone. Pur essendo uno dei più micidiali luoghi di sterminio del nazismo – secondo solo ad Auschwitz-Birkenau – Treblinka non gode della stessa tragica notorietà, anche a causa dell'esiguo numero di sopravvissuti: appena 18-20 persone. Le testimonianze dirette sono quindi rare e frammentarie, e ciò limita la possibilità di restituire pienamente l'orrore di ciò che avvenne in quel luogo.
Tra le poche voci che si levarono vi è quella preziosissima di Jankiel Wiernik, falegname ebreo polacco nato a Biała Podlaska nel 1889 e deportato a Treblinka il 23 agosto 1942. Fu risparmiato per le sue abilità artigiane, essenziali per la manutenzione e le costruzioni nel campo. Autore del libro Un anno a Treblinka, fu anche testimone al processo Eichmann, al quale presentò un plastico del campo da lui ricostruito.
Nel suo libro, Wiernik descrive atrocità disumane inflitte con una crudeltà e un sadismo assoluti: deportati torturati, seviziati, annientati nel corpo e nello spirito.
A Treblinka non si utilizzava il famigerato Zyklon B, ma monossido di carbonio generato da motori di carri armati sovietici, impiegati anche per la produzione di energia elettrica. Questo sistema, seppur logisticamente più pratico in tempo di guerra, rendeva la morte nelle camere a gas più lenta e dolorosa.
In un primo tempo, i cadaveri venivano sepolti in gigantesche fosse comuni, trasportati dalle camere a gas mediante vagoncini su binari a scartamento ridotto. Ma il 13 aprile 1943, la scoperta delle Fosse di Katyń – contenenti i corpi di oltre 22 000 polacchi, tra cui 8 000 ufficiali trucidati dai sovietici nel 1939 – suscitò grande clamore mediatico, sfruttato dalla propaganda tedesca a fini anticomunisti.
Temendo un'analoga scoperta delle fosse di Treblinka, Heinrich Himmler si recò personalmente nel campo e ordinò di riesumare i cadaveri per cremarli, nel tentativo di cancellare ogni traccia del crimine. A tal fine, furono inviati specialisti SS dello sterminio. Wiernik ricorda:

Anche Vasilij Grossman annota:
Wiernik ricorda inoltre l'incredibile sadismo degli aguzzini nazisti e dei collaboratori ucraini, che oltrepassavano perfino la barbarie funzionale dello sterminio per abbandonarsi al piacere personale della tortura:
[...]
La gente di Varsavia era trattata con straordinaria brutalità, e le donne ancora di più degli uomini. Le donne con bambini venivano separate dagli altri, portate direttamente ai roghi e, dopo che gli assassini si erano riempiti gli occhi del loro terrore, erano uccise lì, accanto ai fuochi, e gettate direttamente nelle fiamme. Accadeva con una certa frequenza. Le donne svenivano per la paura e le bestie le trascinavano ai roghi mezze morte. In preda al panico, i figli si aggrappavano alle madri. Le donne imploravano pietà, con gli occhi chiusi come per risparmiarsi quella scena spaventosa, ma gli aguzzini le sbirciavano divertiti: tenevano le vittime in straziante attesa per diversi minuti prima di finirle. Mentre si uccideva un gruppo di donne e di bambini, gli altri erano lasciati lì davanti ad aspettare il proprio turno. Di volta in volta i bambini erano strappati dalle braccia delle madri e gettati vivi nelle fiamme, mentre gli aguzzini ridevano, e incalzavano le madri a essere coraggiose e a saltare nel fuoco per seguire le loro creature, e poi le sbeffeggiavano perché erano codarde.»

## Vittime famose di Treblinka

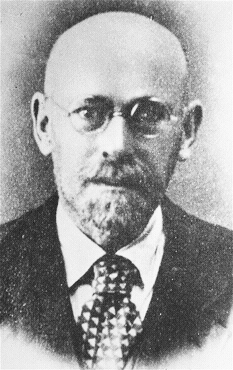
Lo scrittore, e martire ebreo-polacco, Janusz Korczak

- Janusz Korczak (vero nome: Henryk Goldszmit) – Medico, scrittore e pedagogo ebreo-polacco, nacque il 22 luglio 1878 a Varsavia. Nel 1911 venne approvato il suo progetto per la Casa degli Orfani, di cui fu direttore per trent'anni. L'orfanotrofio era gestito dagli stessi bambini secondo principi pedagogici innovativi. Tra le sue numerose opere, pubblicò nel 1914 Come amare il bambino, divenuto un testo fondamentale della pedagogia moderna. La mattina del 5 agosto 1942, duecento bambini dell'orfanotrofio del Ghetto di Varsavia furono deportati dalle SS a Treblinka. Korczak li accompagnò, dopo averli fatti vestire con gli abiti migliori e disporre in fila, mano nella mano, come per una gita. Gli ufficiali nazisti gli offrirono la salvezza, ma egli rifiutò per non abbandonare i suoi bambini. Secondo alcune testimonianze, morì di dolore durante il viaggio verso Treblinka.
- Stefania Wilczyńska (1886-1942) – Pedagoga e insegnante, fu la principale collaboratrice di Janusz Korczak alla guida dell'orfanotrofio. Come lui, scelse di rimanere accanto ai bambini fino alla fine, condividendone il destino nelle camere a gas di Treblinka.
- I componenti dell'orchestra sinfonica del Ghetto di Varsavia furono deportati a Treblinka nell'agosto del 1942. Tra essi vi erano musicisti famosi come Simon Pullman (1890-1942) e Ludwik Holcman (1889-1942), entrambi uccisi all'arrivo, e Artur Gold (1897-1943), che sopravvisse per alcuni mesi, costretto dai nazisti a suonare per intrattenere gli ufficiali. Anche la celebre cantante viennese Amalia Carneri (1875-1942) trovò la morte a Treblinka.
- Dawid Rubinowicz (1927-1942) – Ragazzo ebreo polacco nato a Krajno, un villaggio agricolo nel voivodato della Santa Croce. Deportato a Treblinka il 22 settembre 1942, fu ucciso all'età di quindici anni. Di lui rimangono i Diari, scritti su cinque quaderni scolastici dal 21 marzo 1940 fino al 1° giugno 1942, che documentano con straordinaria lucidità e maturità la quotidianità e le violenze subite durante l'occupazione.
- Julian Chorążycki (1885-1943) – Medico militare nell'esercito polacco, trascorse due anni nel ghetto di Varsavia prima di essere deportato a Treblinka nell'estate del 1942. Nominato responsabile dell'infermeria del campo, fu tra gli organizzatori della rivolta. Scoperto nell'aprile del 1943, si suicidò per non essere catturato, garantendo il segreto del complotto. Il comando dell'operazione passò al suo successore, il medico Berek Lajcher (1893-1943), giunto il 1° maggio 1943, che morì durante la rivolta del 2 agosto.
- Tra le vittime illustri del campo di Treblinka si ricordano inoltre: i pittori Samuel Finkelstein (1895-1942), Natan Spigel (1892-1942), Symche Trachter (1893-1942); gli attori Ernst Arndt (1861-1942) e Yitzchak Lowy (1887-1942); il matematico Zygmunt Zalcwasser (1898-1943); il rabbino Yitzchok Breiter (1886-1943); i poeti e scrittori Henryka Łazowertówna (1909-1942) e Yechiel Lerer (1910-1943); l'esperantista Lidia Zamenhof (1904-1942), figlia del fondatore dell'esperanto, Ludwik Zamenhof.

## Superstiti di Treblinka

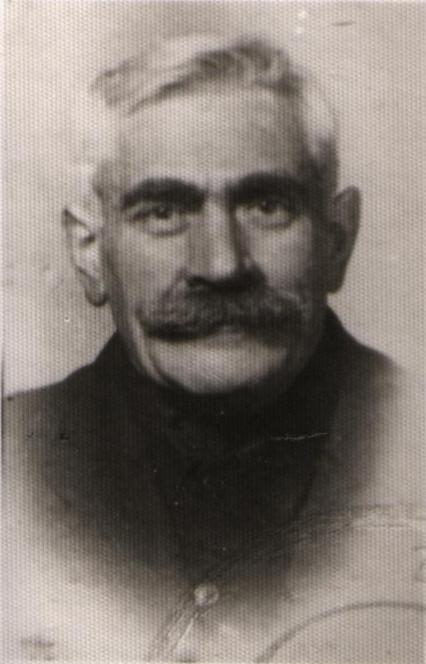
Jankiel Wiernik

- Jankiel Wiernik (1889-1972), ebreo polacco sopravvissuto all'Olocausto, fu una figura centrale nella rivolta del 2 agosto 1943. Dopo essere fuggito dal campo, scrisse un dettagliato resoconto sui crimini commessi a Treblinka nel libro Un anno a Treblinka. Nel dopoguerra testimoniò nel 1947 al processo contro Ludwig Fischer, uno dei principali responsabili delle persecuzioni nel ghetto di Varsavia, e nel 1961 fu testimone al processo Eichmann a Gerusalemme. Partecipò nel 1964 all'inaugurazione del Memoriale di Treblinka. Dopo la liberazione si rifugiò in Svezia, per poi trasferirsi in Israele, dove morì nel 1972, all'età di 83 anni.
- Chil Rajchman (1914-2004), ebreo polacco, fu uno dei fuggitivi della rivolta del 2 agosto 1943. Ritornato a Varsavia, visse fino al 1944 sotto falsa identità e con documenti "ariani" forniti dalla resistenza polacca. In quel periodo si unì al Partito Socialista Polacco e partecipò alla resistenza clandestina con il nome di battaglia Henryk Ruminowski. Liberato dai sovietici il 17 gennaio 1945, tornò nella sua città natale di Łódź, dove la comunità ebraica era stata quasi completamente annientata. Dopo il 1946 emigrò prima in Francia e poi in Uruguay. La sua intensa testimonianza, Treblinka 1942-1943. Io sono l'ultimo ebreo, fu definita da Elie Wiesel «una testimonianza che dà i brividi»[41].
- Samuel Willenberg (1923-2016), ebreo polacco, fu l'ultimo sopravvissuto noto della rivolta di Treblinka. Dopo la guerra emigrò in Israele, dove divenne scultore e si laureò in ingegneria. Pubblicò nel 1989 il libro Revolt in Treblinka, in cui racconta la sua esperienza nel campo. Morì il 19 febbraio 2016 a Tel Aviv, all'età di 93 anni.[42]
- Eliahu Rosenberg[43] (1924-?), ebreo polacco originario di Varsavia, fu deportato a Treblinka con tutta la sua famiglia. Fu assegnato a un'unità di lavoro addetta allo smistamento dei pacchi. Il secondo giorno, un ufficiale delle SS li condusse verso un cancello camuffato con rami di pino, annunciando un "lavoro leggero di dieci minuti". All'improvviso, si trovarono di fronte a pile di cadaveri. Le guardie tedesche e ucraine iniziarono a colpire i prigionieri, mentre altri ebrei costretti al lavoro ordinavano loro di caricare i corpi su barelle. Rosenberg fu così costretto a trasportare i cadaveri fino a fosse comuni distanti circa 150 metri. In questo modo fu testimone diretto di ogni fase del processo di sterminio. Riuscì a fuggire durante la rivolta del 2 agosto 1943 e, nel dopoguerra, fu un testimone chiave al processo Eichmann del 1961 a Gerusalemme. In seguito, testimoniò anche al processo contro John Demjanjuk, cittadino statunitense di origine ucraina, accusato di essere Ivan il Terribile, una delle più crudeli guardie delle camere a gas di Treblinka.

## Il Memoriale di Treblinka

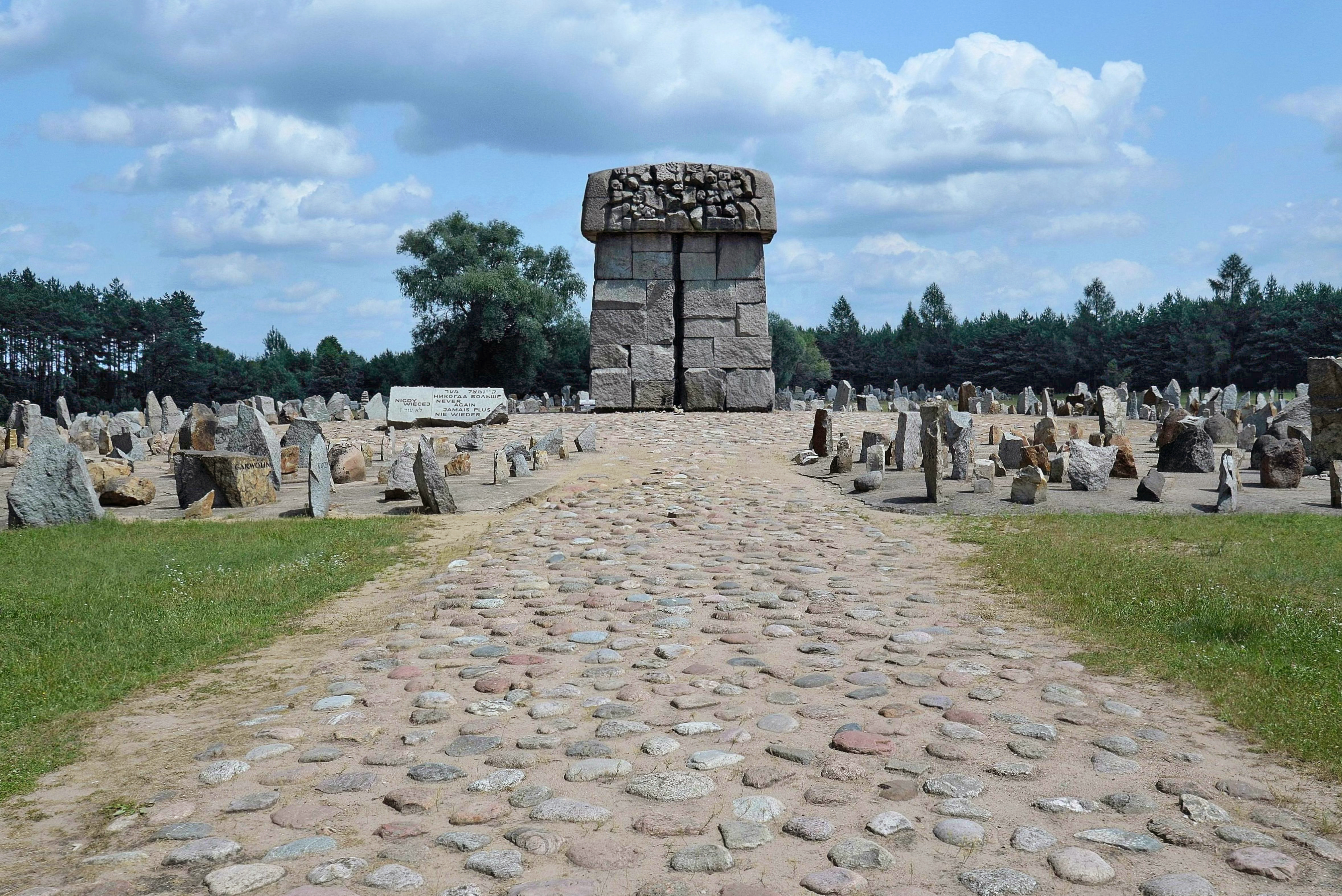
Il Memoriale fatto da 17.000 pietre che simboleggiano un cimitero, a Treblinka II. Si noti la grossa pietra a sinistra con la scritta: Mai più in polacco e yiddish e ancora in ebraico, russo, inglese, francese e tedesco

Anche se i tedeschi avevano ordinato l'impossibile per cancellare ogni traccia del campo di Treblinka – distruggendolo, bruciando i corpi, arando il terreno, piantandovi grano e alberi, costruendovi una fattoria per mascherare l'orrore – l'impresa non riuscì loro. Fino alla fine degli anni Cinquanta, la terra sabbiosa continuava a restituire ossa, denti, frammenti di carta e oggetti appartenuti alle vittime. Divenne allora urgente e necessario dare una degna sistemazione a quei resti, e furono avviati vari sforzi, a livello nazionale e internazionale, affinché venisse eretto un Memoriale in ricordo delle vittime di Treblinka.
Nel febbraio del 1960, il Consiglio regionale di Varsavia selezionò il progetto proposto da due artisti polacchi: lo scultore Franciszek Duszenko e l'architetto Adam Haupt. Il progetto prevedeva un vasto campo disseminato da pietre frastagliate a simboleggiare un cimitero, composto da 17 000 blocchi di pietra, di cui 700 recanti i nomi dei villaggi e delle comunità ebraiche della Polonia cancellati dall'Olocausto. Il campo delle pietre, circondato da alberi, sarebbe stato dominato al centro da un monumento in pietra a forma di obelisco tronco, alto circa otto metri, con base rettangolare e una leggera svasatura verso il basso. Al centro del monolite corre una fessura centrale. La parte superiore, sempre in pietra, sporgente e dagli angoli arrotondati, è decorata da bassorilievi su un lato e dalla raffigurazione della menorah, la lampada a olio ebraica a sette bracci, sull'altro.
La frase "Mai più" (Never again) è incisa su una pietra collocata presso la base del monumento, in sei lingue: yiddish, polacco, russo, inglese, tedesco e francese. Il Memoriale sorge esattamente nel punto dove un tempo si trovavano le nuove camere a gas di Treblinka.
Il Memoriale venne completato e inaugurato nel 1964.

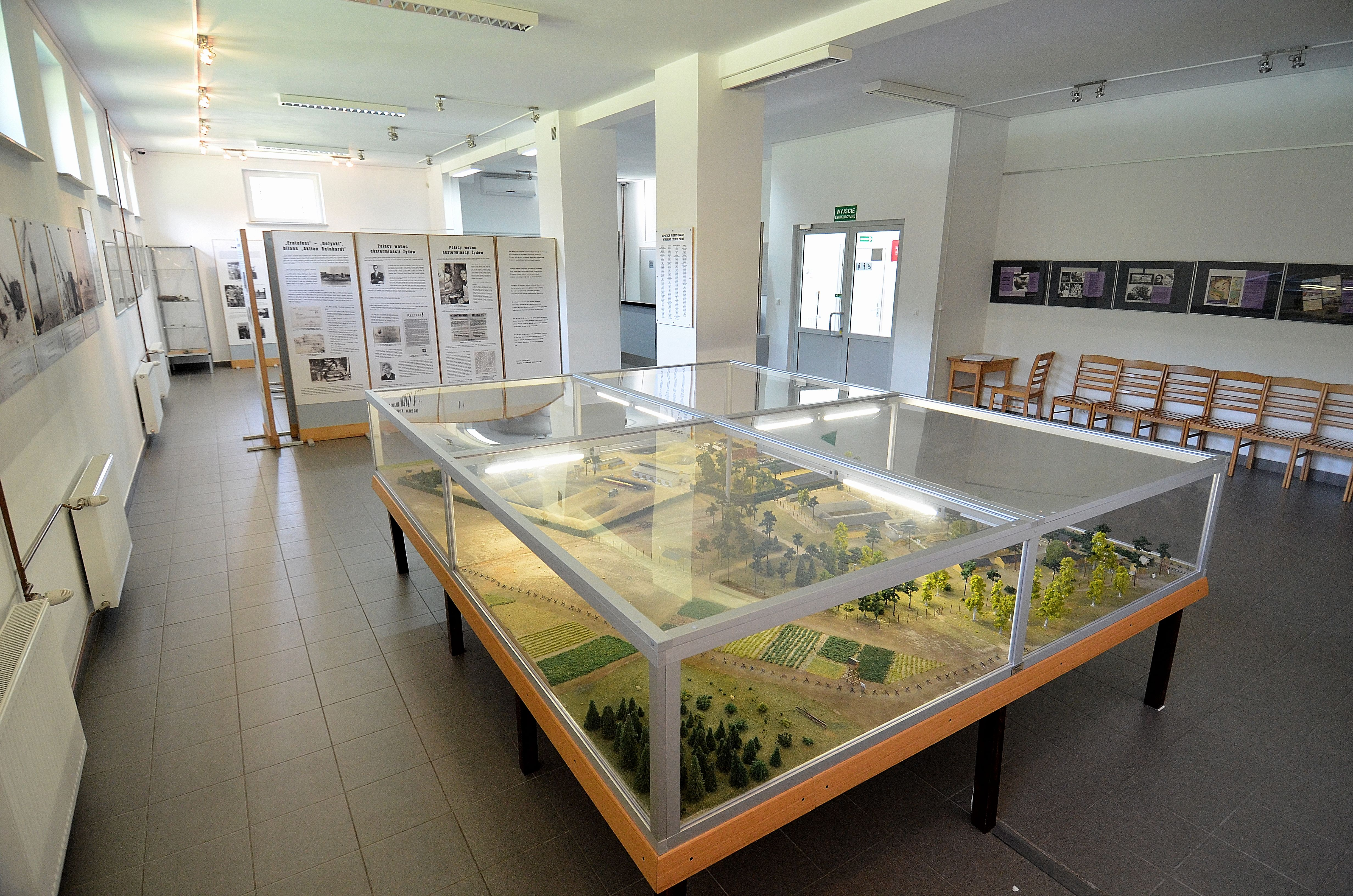
Una sala del Museo della Lotta e del Martirio di Treblinka.

Nel 1978, in occasione del centenario della nascita di Janusz Korczak, venne aggiunta una pietra recante il suo nome: è l'unico riferimento individuale presente nell'intero sito commemorativo.
Lo studioso statunitense James Edward Young, anglista e giudaista, teorico della "critica al monumento tradizionale", visitando il Memoriale di Treblinka lo definì:
Come spiega Young nel suo volume Struttura della Memoria, lo slancio polacco verso la commemorazione dell'Olocausto derivava sì dal riconoscimento della tragedia specificamente ebraica, ma anche dal sentire comune che gli ebrei polacchi assassinati rappresentassero parte integrante del martirio nazionale subito dalla Polonia durante la guerra. Il Memoriale di Treblinka fu dunque concepito non solo come simbolo della Shoah, ma anche come testimonianza della più ampia tragedia inflitta dai nazisti all'intero popolo polacco.
Young fornisce alcuni dati significativi: dei sei milioni di ebrei assassinati durante l'Olocausto, tre milioni erano ebrei polacchi; dei sei milioni di cittadini polacchi uccisi nella guerra, tre erano ebrei e tre non ebrei. In proporzione alla popolazione, la Polonia fu il Paese che subì le perdite più gravi di tutta la Seconda guerra mondiale.
La coscienza storica polacca riconosce che lo sterminio dei civili non ebrei fu intenzionale e sistematico e che, secondo i piani nazisti, i campi di sterminio in Polonia sarebbero stati usati anche contro i polacchi non appena fosse terminata la distruzione degli ebrei. I polacchi furono anch'essi sottoposti a torture, esecuzioni sommarie, espropriazioni, deportazioni e lavori forzati.
Per questo motivo, in Polonia la memoria del genocidio ebraico e quella della sofferenza del popolo polacco sono strettamente intrecciate. Il Memoriale di Treblinka fu pensato e realizzato per rappresentare questo spirito comune di commemorazione, testimonianza di una tragedia condivisa nella storia del Paese.

## Comandanti del campo
Durante il periodo di attività del campo di sterminio di Treblinka (1942-1943), la direzione fu affidata a tre ufficiali delle SS, che ricoprirono in successione il ruolo di comandante del lager:
- SS-Obersturmführer Dr. Irmfried Eberl – Medico austriaco, nato nel 1910, fu attivo nel programma di eutanasia Aktion T4, in particolare nel centro di sterminio di Bernburg. Fu nominato primo comandante di Treblinka nel luglio 1942. Incapace di gestire l'afflusso massiccio dei deportati e il funzionamento del campo, fu rimosso nell'agosto dello stesso anno su ordine di Odilo Globocnik e Christian Wirth, dopo che ispezioni rivelarono il caos e l'inefficienza dell'apparato di sterminio. Morì suicida nel 1948, mentre era in custodia in attesa di processo.
- SS-Hauptsturmführer Franz Stangl – Austriaco, già comandante del campo di Sobibór, assunse il comando di Treblinka nell'agosto 1942, dopo la rimozione di Eberl. Sotto la sua direzione, il campo fu riorganizzato in modo sistematico, e lo sterminio proseguì in maniera "industriale" fino alla rivolta del 2 agosto 1943. Dopo la guerra, riuscì a fuggire in Brasile, dove fu arrestato nel 1967. Estradato in Germania, fu condannato all'ergastolo nel 1970. Morì nel carcere di Düsseldorf nel 1971.
- SS-Obersturmführer Kurt Franz – Tedesco, già coinvolto nel campo di Bełżec, fu nominato vicecomandante a Treblinka sotto Stangl e successivamente ne assunse la direzione negli ultimi mesi di attività. È noto per la sua particolare crudeltà e per aver supervisionato personalmente le esecuzioni e le torture. Dopo la guerra, fu arrestato, processato nel cosiddetto processo di Treblinka a Düsseldorf e condannato all'ergastolo nel 1965. Fu rilasciato nel 1993 per motivi di salute.

## Confutazione del negazionismo: le prove archeologiche a Treblinka
I negazionisti dell'Olocausto, oltre a molteplici obiezioni di carattere secondario, sollevano due principali contestazioni riguardanti i campi di sterminio: dove si trovano i corpi delle vittime e dove sono le "armi del delitto", ovvero le camere a gas? In riferimento a Treblinka, si chiedono dove siano i resti dei circa 900 000 deportati uccisi e dove siano le camere a gas, considerate improbabili o inesistenti. La loro conclusione, infondata e priva di riscontri documentali e testimonianze, è che non ci sarebbe mai stato un "campo di sterminio a un'ora e mezza da Varsavia", ma soltanto un "normale" campo di concentramento o di transito.
A smentire radicalmente tali affermazioni, nel corso degli anni sono intervenuti numerosi studi storici, testimonianze sopravvissute e, più recentemente, indagini archeologiche forensi. Tra queste, si distinguono quelle condotte da un'équipe britannica guidata dalla dottoressa Caroline Sturdy Colls, archeologa forense della Staffordshire University.
Grazie a tecnologie innovative – tra cui strumentazione GPS di precisione e georadar all'avanguardia – la squadra ha effettuato approfondite ricognizioni nell'area dove sorgeva il campo di Treblinka e nei terreni circostanti. I risultati hanno portato alla localizzazione di tre zone con anomalie geologiche, compatibili con strutture interrate. Le analisi hanno evidenziato resti umani, tra cui scheletri e frammenti ossei, e i resti murari di strutture riconducibili alle camere a gas, originariamente camuffate dai nazisti come bagni rituali ebraici.
In particolare, è stato riscontrato il ritrovamento di mattonelle con la stella di David, elemento che conferma quanto dichiarato da numerosi sopravvissuti: secondo le testimonianze, le camere a gas di Treblinka erano decorate con simboli religiosi ebraici per rassicurare i prigionieri, inducendoli a credere di trovarsi in impianti per la disinfezione e non in luoghi di morte.
Le ricerche hanno anche confermato quanto già suggerito da precedenti indagini storiche: nel 1943, con l'avanzare dell'Armata Rossa, i nazisti non solo smantellarono il campo, ma tentarono di cancellarne ogni traccia: le strutture vennero rase al suolo, le camere a gas ricoperte di terra e livellate, e il terreno agricolo piantumato per nascondere i resti. In pochi decenni, la vegetazione spontanea e le coltivazioni dei contadini avevano sigillato sotto terra le prove del genocidio.
Tuttavia, la ricerca dell'équipe britannica ha dimostrato che i nazisti non riuscirono completamente a cancellare i segni dei loro crimini. Secondo i ricercatori, infatti:
Le prove raccolte dalla dottoressa Sturdy Colls e dal suo team concordano pienamente con le testimonianze dei sopravvissuti, specialmente per quanto riguarda i dettagli architettonici e decorativi delle camere a gas.
Il risultato delle ricerche è stato documentato nel film Treblinka: Hitler's Killing Machine, trasmesso da diverse emittenti internazionali e commentato da numerose testate giornalistiche. Intervistata in merito al valore delle indagini, Sturdy Colls ha affermato:
annunciando inoltre l'intenzione di proseguire gli scavi e raccogliere i risultati in una pubblicazione.

### Filmografia
- Il processo di Norimberga, Feliz Podmaniczky, 1958 (doc)
- In nome dei miei, Robert Enrico, 1983
- 18.000 giorni fa, Gabriella Gabrielli, 1993
- Shoah, Claude Lanzmann, 1985 (doc)
- Dottor Korczak, Andrzej Wajda, 1990